# Claudio Ciociola
Claudio Ciociola (Varese, 5 aprile 1955) è un filologo italiano.

## Biografia
Ha frequentato il liceo classico Ruggero Settimo di Caltanissetta, ma ha sostenuto la maturità al liceo Don Bosco di Pordenone, nel 1974. Successivamente ha intrapreso gli studi universitari all'Università di Pisa e alla Scuola Normale Superiore, dove è stato ammesso come allievo ordinario e poi come perfezionando. Si è laureato nel novembre 1978 discutendo con Alfredo Stussi una tesi preparatoria all'edizione critica de L'Acerba di Cecco d'Ascoli, argomento che riprenderà nel 1981 per la tesi di dottorato, con in più alcuni aspetti di ricezione del poema.
Ha percorso i vari gradi della carriera accademica, dapprima come ricercatore in Normale poi come professore associato, e quindi ordinario, all'Università degli Studi di Cassino e del Lazio Meridionale (1988/1996) e all'Università per stranieri di Siena (1996/2006), per tornare infine nel 2006 in Normale, della quale è anche stato per due volte vicedirettore. Dal 1º marzo 2018 è in pensione.
È accademico della Crusca dal 21 febbraio 2017, nonché professore emerito della Scuola Normale di Pisa.

## Attività di ricerca
I suoi interessi si sono rivolti soprattutto alla letteratura e filologia delle origini, in particolare Cecco d'Ascoli ma anche la tradizione delle opere di Dante. Non vanno trascurati tuttavia suoi contributi sull'ambiente "neoclassico" milanese e soprattutto sul rapporto tra parole e immagini nei manoscritti, spunto di indagine che ha dato vita ad un convegno dove è stata inaugurata la fortunata formula del "visibile parlare". Questa linea di ricerca è stata poi ripresa e sviluppata in ulteriori direzioni da altri studiosi.
L'11 giugno 2016 nel palazzo dell'Orologio a Pisa, in quella stessa torre dove si consumò la tragedia di Ugolino della Gherardesca cantata da Dante, è stato inaugurato un nuovo museo, sorto per volontà di Ciociola.

## Pubblicazioni principali
- Visibile parlare. Le scritture esposte nei volgari italiani dal Medioevo al Rinascimento, a cura di C. Ciociola, Atti del Convegno Internazionale di Studi (Cassino - Montecassino, 26-28 ottobre 1992), Napoli, Edizioni Scientifiche Italiane, 1997, pp. 484 (con prefazione alle pp. 7–9).
- La tradizione dei testi, vol. x, coordinato da C. Ciociola, in Storia della letteratura italiana diretta da E. Malato, Roma, Salerno Editrice, 2001, pp. 1313.
- Dante, in La tradizione dei testi, vol. x, coordinato da C. Ciociola, in Storia della letteratura italiana diretta da E. Malato, Roma, Salerno Editrice, 2001, pp. 137–199.[6]
- Cecco d'Ascoli, in The Oxford Companion to Italian Literature, Edited by P. Hainsworth and D. Robey, Oxford, Oxford University Press, 2002, pp. 120–121.
- Il ritorno dei Classici nell’Umanesimo: Studi in memoria di Gianvito Resta. Gabriella Albanese, Claudio Ciociola, Mariarosa Cortesi, e Claudia Villa, eds., con Paolo Pontari. Firenze, SISMEL Edizioni del Galluzzo, 2015. xxxii 700 pp. Citato da: Maxson, B. (2017), Renaissance Quarterly, 70(2), 642-643. doi:10.1086/693188